# Péninsule de Zapata
| \| Localisation sur la carte de Cuba · Localisation de la péninsule de Zapata à Cuba \| Localisation sur la carte de Cuba Localisation de la péninsule de Zapata à Cuba. |
| Localisation sur la carte de Cuba · Localisation de la péninsule de Zapata à Cuba                                                                                        |

Pour les articles homonymes, voir Zapata.

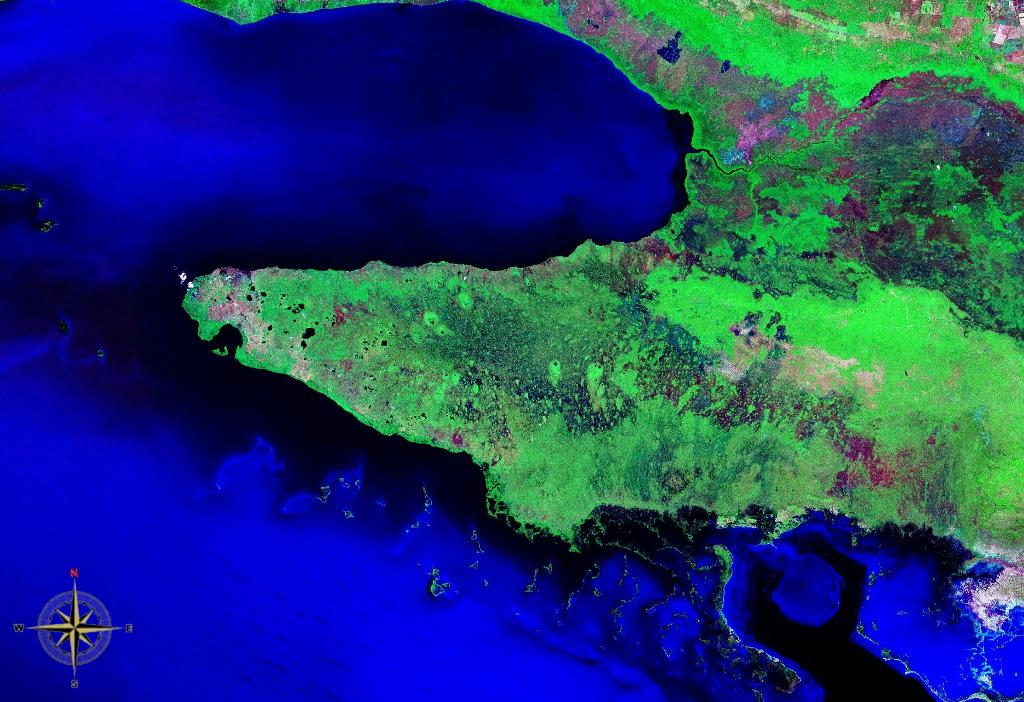
La péninsule de Zapata vue de l'espace (fausses couleurs)

La péninsule de Zapata (en espagnol : Península de Zapata) est une avancée de la côte sud de Cuba dans la mer des Caraïbes. Elle fait partie de la province de Matanzas.
Elle est située au sud de Ensenada de la Broa (en), à l'est du golfe de Batabanó et au nord du golfe de Cazones (en). La baie des Cochons en marque la limite orientale. La Carretera Central, la route qui traverse l'île dans toute sa longueur, passe au nord de la péninsule. 
Sur la seule route qui traverse la péninsule du nord au sud, depuis Jagüey Grande, se trouve le centre touristique de Boca de Guamá avec la Laguna del Tesoro, accessible uniquement en bateau. La route atteint ensuite Playa Larga, sur la côte sud, au fond de la baie des Cochons et ensuite Playa Girón, où se trouve le musée de l'invasion de la baie des Cochons.

## Environnement
Le marais de Zapata se trouve dans la péninsule. Il est inclus dans le parc national Cienaga de Zapata. C'est aussi une réserve de biosphère (en) et un site RAMSAR.

## Tourisme
La péninsule de Zapata est, avec Viñales et Las Terrazas, l'un des trois lieux de Cuba où l'éco-tourisme est un élément stratégique dans le développement local.